# 高麟超
高麟超（1856年—1913年），河南省南陽府鎮平縣人，清朝政治人物、同進士出身。
光緒二十年（1894年），参加光緒甲午科殿試，登進士三甲161名。同年五月，著交吏部掣签分发各省，以知县即用。